# メトカーフ郡 (ケンタッキー州)
メトカーフ郡（英: Metcalfe County）は、アメリカ合衆国ケンタッキー州の南部に位置する郡である。2010年国勢調査での人口は10,099人であり、2000年の10,037人から0.6%増加した。郡庁所在地は唯一の法人化都市であるエドモントン市（人口1,595人）である。メトカーフ郡は1860年に設立され、郡名は1828年から1832年までケンタッキー州知事を務めたトマス・メトカーフに因んで名付けられた。
メトカーフ郡はグラスゴー小都市圏に属している。郡内のどこにおいてもアルコール飲料の販売が禁止されている「ドライ郡」（禁酒郡）である。

## 地理
アメリカ合衆国国勢調査局に拠れば、郡域全面積は290.96平方マイル (753.6 km2)であり、このうち陸地290.90平方マイル (753.4 km2)、水域は0.07平方マイル (0.18 km2)で水域率は0.02%である。

### 隣接する郡
- ハート郡 - 北西
- グリーン郡 - 北東
- アデア郡 - 東
- カンバーランド郡 - 南東
- モンロー郡 - 南
- バーレン郡 - 西

## 人口動態
以下は2000年国勢調査による人口統計データである。
| 基礎データ - 人口: 10,307人 - 世帯数: 4,016 世帯 - 家族数: 2,883 家族 - 人口密度: 13人/km2（34人/mi2） - 住居数: 4,592軒 - 住居密度: 6軒/km2（16軒/mi2） 人種別人口構成 - 白人: 97.26% - アフリカン・アメリカン: 1.64% - ネイティブ・アメリカン: 0.259% - アジア人: 0.07% - その他の人種: 0.13% - 混血: 0.65% - ヒスパニック・ラテン系: 0.53% 年齢別人口構成 - 18歳未満: 24.6% - 18-24歳: 8.2% - 25-44歳: 28.5% - 45-64歳: 23.6% - 65歳以上: 15.0% - 年齢の中央値: 38歳 - 性比（女性100人あたり男性の人口） - 総人口: 95.2 - 18歳以上: 92.6 | 世帯と家族（対世帯数） - 18歳未満の子供がいる: 32.3% - 結婚・同居している夫婦: 58.1% - 未婚・離婚・死別女性が世帯主: 10.0% - 非家族世帯: 28.2% - 単身世帯: 25.2% - 65歳以上の老人1人暮らし: 12.3% - 平均構成人数 - 世帯: 2.47人 - 家族: 2.93人 収入と家計 - 収入の中央値 - 世帯: 23,540米ドル - 家族: 29,178米ドル - 性別 - 男性: 22,430米ドル - 女性: 18,591米ドル - 人口1人あたり収入: 13,236米ドル - 貧困線以下 - 対人口: 23.6% - 対家族数: 18.8% - 18歳未満: 29.2% - 65歳以上: 27.9% |

## 都市と町
| - エドモントン - 郡庁所在地 - サマーシェイド - ランドルフ - センター | - ノブリック - ボーモント - サルファーウェル - サボヤード |